# 张道宏
张道宏（1959年3月—），河北青县人，中华人民共和国政治人物，教授。1992年9月加入中国民主同盟。现任民盟中央常务委员、陕西省委主任委员，陕西省人民政府副省长。同济大学管理工程系毕业，工学学士。

## 生平

### 早年经历
1975年，16岁的张道宏在家乡河北青县大李庄学校，任民办教师。1978年，考入同济大学管理工程系机械工业管理工程专业学习，获工学学士学位。大学毕业后，被分配到原陕西机械学院任教；历任工程经济系助教，技术经济教研室副主任，工商管理系副主任、主任；其间，于1984年至1985年9月，在联邦德国慕尼黑管理学院进修。

### 仕途
张道宏于1992年9月加入中国民主同盟。1994年7月，张道宏出任西安市经济体制改革委员会副主任。1996年8月，出任民盟西安市主任委员；1997年3月，升任民盟陕西省委副主任委员；当年6月，在民盟陕西省第十次代表大会上，当选民盟陕西省委主委。1997年5月，当选西安市政协副主席，并兼任市体改委副主任、市证券办主任；1998年10月，出任西安市副市长。分别在2007年和2012年，当选民盟第十、第十一届中央常务委员。2008年1月，当选陕西省人大常委会副主任；当年3月，还当选第十一届全国政协常务委员；2013年1月，出任陕西省副省长。2018年1月，当选第十三届全国政协委员。2023年3月，他当选为全国人大教育科学文化卫生委员会副主任委員。